# Mussaenda polita
Mussaenda polita är en måreväxtart som beskrevs av William Philip Hiern. Mussaenda polita ingår i släktet Mussaenda och familjen måreväxter. Inga underarter finns listade i Catalogue of Life.